# Zhaoling-Mausoleum (Tang-Dynastie)

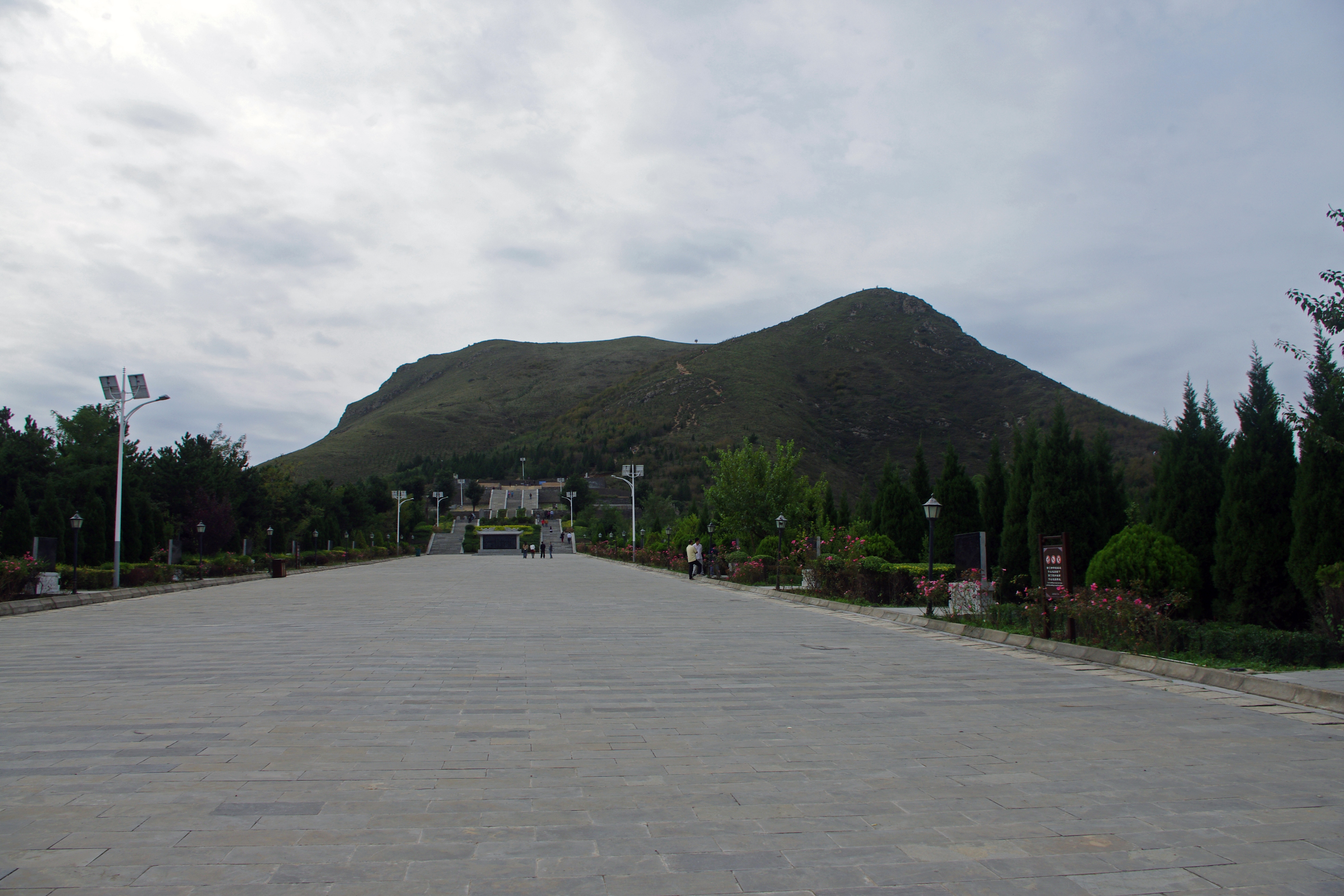
Aufgang zum Zhaoling-Mausoleum

Das Zhaoling-Mausoleum (昭陵,  Zhāolíng) ist das Grab des Kaisers Taizong (Li Shimin) der Tang-Dynastie. Es befindet sich im Kreis Liquan der bezirksfreien Stadt Xianyang in der chinesischen Provinz Shaanxi.
Berühmt sind seine sechs Steinreliefs von Kriegspferden (Zhāolíng liùjùn, 昭陵六骏).
Das Zhaoling-Mausoleum steht seit 1961 auf der Liste der Denkmäler der Volksrepublik China (1-170).